# Милић Петровић
Милић Петровић (Доња Трешњица, 30. јун 1941) српски је академски сликар текстила - дизајнер уникатног и индустријског текстила старије генерације. Члан је УЛУПУДС-а од 1970. године, оснивач први и почасни доживотни председник мултимедијалног удружења уметника „Цар Константин” Ниш. Живи и ствара у Нишу

## Живот и каријера
Рођен је1941. године од оца Љубомира у Доњој Трешњици у општини Мали Зворник, Србија. По окончању основног школовања завршио 1964. године завршио је уметничку школу у Нишу. На Академији за примењене уметности у Београду дипломирао је 1970. године на одсеку текстила. За време студија био је стипендиста града Ниша као стручни кадар.
По завршеним студијама вратио се у Ниш где је као професор у уметничкој школи у Нишу радио од 1970. до 1977. године. У 1970. години учествовао је на рестаурацијама мозаика на археолошком локалитету Медијана (летњиковац цара Константина) године.
На позив руководства текстилне фабрике „Нитекс” из Ниша, 1977. године, напустио је уметничку школу и прешао на радно место руководиоца сектора креације и маркетинга, са циљем да помогне враћању угледа НИТЕКС-у у области креација производа. У овој фабрици радио је до 1987 године.
Милић Петровић је у својој богатој каријери радио је као:
- Ванредни професор на формирању уметничке школе у Лесковцу (у саставу прве текстилне школе), 1984. и 1985. године
- Директор Галерије Савремене ликовне уметности Ниш од 1999. до 2000. године
- Председник УЛУПУДС-а Ниш од 1980. до 1982. године
- Председник комисије за ликовни живот града Ниша од 1980. до 1984. године
- Потпредседник Савета ликовне колоније Сићево
- Председник жирија за награду ОТИСАК на 42 Нишком сајму књига и графике 2005. године.[1]

Милић Петровић је члан удружења ликовних уметника примењених уметности и дизајна Србије (УЛУПУДС) од 1970. године. Иницијатор за формирање мултимедијалног удружењења уметника „Цар Константин” Ниш, 2002. године, и први и доживотни почасни председник овог удружења.
Дужност дирактора у Галерији савремене ликовне уметности Ниш, обављао је до 2017. године.
Живи и ствара у Нишу.

## Ликовно стварачаштво
По вокацији Академски сликар текстила - дизајнер уникатног и индустријског текстила, Милић се бави сликарством, едуковањем младих, маркетиншким пројектима у делу ликовног стваралаштва и презентација, пројектовањем и реализацијом уникатног текстила, таписерија, тепиха, батика итд.
Таписерије
Таписерије Милића Петровића, су пре свега 
Сликарска дела, произашла из маште и снова, значајан су пример критичког односа према стању обликовања, у коме је он пројектовао себе у структуре остварења. Он у свом сјају зраче колоритом у околни простор у коме су смештене, а посматрача испуњују оптимизмом и вером у неопходност потребе повратка недвосмисленим уметничким садржајима.
На таписеријама овај уметних ствара, према мишљењу историчара уметности Војислава Девића:
Неку врсту неокласицизма, када практично, у текстилним творевинама, развија своју форму. Он је у хаосу и помешаности објеката у природи, скренуо са конвенционалног пута који нам је судбина наменила, лепотом креације.
Тако је однос између форми  уметник засновао на универзалном принципу, у коме је мера у обликовању, исказана на нови савременији начин у креирњању форме, Тиме Милић Петровиће на својим таписеријама:
Постиже аутономију форме, и испуњава своје изражавање, полазећи од искуства занатског - мануелног рада. Тако избегава кризу уметности обликовања естетских предмета. Његова таписерија је надвладала ту опасност, снагом инспирације, универзалном формом уметничког изражавања, насталој на територији Балкана и Србије, током историје народне уметности.
У својим таписеријама он указује и на пролазност времена у коме се „свака мода брзо троши и нестаје и у ствари постаје ружан чин стварања”. Да би то избегао,  иако је схватање изградио на еволицији традиције народне уметности, Милић Петровић ствара облике којих у традиционалној уметности нема.
Слике
Милић Петровић инспирацију за своја сликарска дела налази у природи, па зато у његовим делима доминира плава боја, за коју сам уметник каже
Често плаву боју поистовећујемо са византијском плавом и фрескама. Међутим, када погледамо воду, ваздух и све што нас окружује, прво што видимо јесте то плаветнило
Кроз топлину својих сликарских радова, уметник покушава да посматрача увуче у свој свет и пренесе му поруку, или како сам сликар каже да:
Слика мора да има пет димензија. Четврта димензија је време, а пета духовно стање човека. Ако не постоји пета димензија, онда је техника савршена, али слика беживотна.
А то је оно што краси Милићева ликовна дела пре свега животност, допуњена колоритом и уоквирена правилно изабраном формом.

### Самосталне изложбе
| Година | Место, назив изложбе и галерије                          |
| ------ | -------------------------------------------------------- |
| 2000.  | Ниш, Изложба таписерија, ГСЛУ Ниш, Галерија Србија       |
| 2000.  | Лесковац, Изложба таписерија, Дом културе Лесковац       |
| 2001.  | Ниш, Изложба таписерија Галерија Нишког културног центра |

### Значајне колективне изложбе
| Година                  | Место, назив изложбе и галерије                                                                                       |
| ----------------------- | --- |
| 1970.                   | Београд, Изложба Диплома 70                                                                                           |
| 1971.                   | Београд, Октобарски салон                                                                                             |
| 1971. 1976. 1985.       | Љубљана, Мајски салон Економски изложбени центар                                                                      |
| 1973—2005               | Ниш, Београд, Крагујевац, Лесковац, Скопље, Прокупље, Годишња изложба УЛУПУДС-а Ниша у градовима Србије и Македоније: |
| 1993. 1994. 1995. 1996. | Ниш, Нишики цртеж, Изложба академски образовани уметници свих генерација                                              |

### Ликовне колоније
Милић Петровић био је учесник следећих ликовних колонија;
- 1999. — ПТТ - Копаоник
- 2001, 2004, 2005 — Принчев сан - Горња Топоница
- 2001, 2004, 2005 — Ниш
- 2003. — Меморијал Божа Илић, Прокупље
- 2003. — Трајал, Крушевац
- 2002, 2004, 2005. — Грабово, дом културе Ћићевац
- 2006. — био је учесник на овим ликовним колонијама: Крагујевац, Копаоник, Ражањ, Сисевац код Параћина, Конџељ код Прокупља, Рафинерија Панчево у Нишкој Бањи, Висока Ржана код Пирота, Суботица - Палић.

## Награде и признања
- 2006. — Новчана награда од 100.000,00 динара Савета за културу града Ниша за изложбу таписерија На извору Српске традиције - реализоване у децембру 2007.
- 2006. — Награда УЛУПУДС-а Ниш за таписерију Папрат
- 2005. — Потпредседник Савета ликовне колоније Сићево,
- 2005. — Председник жирија за награду ОТИСАК на 42 Нишком сајму књига и графике 2005 године
- 2000. — Откупна награда за таписерију Розета, експонат са самосталној изложби таписерија у ГСЛУ у Нишу 2000. године.
- 1983. — Награда УЛУПУДС-а Ниш за дизајн тепиха
- 1983. — Награда СИЗ-а културе Ниш за дизајн тепиха
- 1976. — Награда на Београдском сајму моде - Дизајн трикотаже за омладинке
- 1970. — Награда академије примењених уметности Београд за најбољи Дипломски рад
- 1964. — Награда уметничке школе у Нишу